# Brodźce, Tỉnh West Pomeranian
Brodźce [ˈbrɔt͡ɕt͡sɛ] là một ngôi làng thuộc khu hành chính của Gmina Drawno, thuộc hạt Choszczno, West Pomeranian Voivodeship, ở phía tây bắc Ba Lan.
Trước năm 1945, khu vực này là một phần của Đức. Đối với lịch sử của khu vực, xem Lịch sử của Pomerania.